# Fita adesiva mágica
Fita adesiva mágica ou apenas fita mágica (originalmente Magic Tape) é um tipo de fita adesiva e é uma marca registrada da 3M, vendido sob o rótulo Scotch. Lançada em 1961 e similar ao durex, porém diferente deste último. Suas vantagens são: não ressecar com o tempo, não amarelar, ser transparente e aceitar escrita de caneta. A fita é utilizada principalmente para colar páginas de livros, revistas, papelão, plástico etc. A composição da fita é filme de acetato de celulose e adesivo acrílico. Suas embalagens enxadrezadas remetem ao tecido de tartan. Disponibilizado no varejo em diferentes versões, entre elas de tamanho 12 mm x 33 m e 19 mm x 33 m e acoplado com um distribuidor ("dispenser").